# Tedburn St. Mary
Tedburn St. Mary – wieś i civil parish w Anglii, w Devon, w dystrykcie Teignbridge. W 2011 civil parish liczyła 1472 mieszkańców. Tedburn St. Mary jest wspomniana w Domesday Book (1086) jako Teteborne/Teteburne/Teteborna.